# 에드 켐머

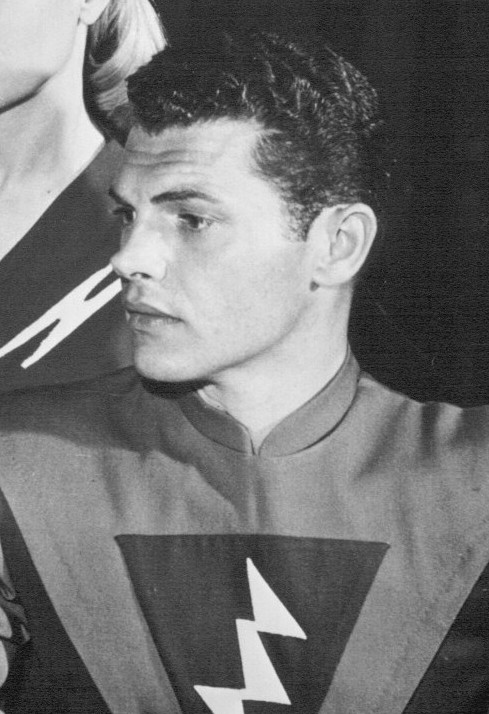

에드 켐머(Ed Kemmer, 1921년 10월 29일 ~ 2004년 11월 9일)는 미국의 배우, 텔레비전 배우이다.
레딩에서 태어났으며 뉴욕에서 사망하였다.

## 영화
- 선셋 77번가 (1958년)
- 거미(영어판) (1958년)
- 페리 메이슨 (1957년)
- 애즈 더 월드 턴즈 (1956년)
- 샤이안 (1955년)